# 三道水土家族苗族乡
三道水土家族苗族乡是中华人民共和国贵州省铜仁市思南县下辖的一个民族乡。

## 行政区划
三道水土家族苗族乡下辖以下村级行政区划单位：
三河社区、洋恩坝村、周寨村、林山村、永兴村、新塘村、川坪村、天山村、岗岭村、柏杨村、新民村、红溪村、双河村、河兴村、邓家坡村、过天村、高坡村和徐家坳村。